# Верноле
Вѐрноле (на италиански: Vernole, на местен диалект Ernole, Ернуле) е градче и община в Южна Италия, провинция Лече, регион Пулия. Разположено е на 38 m надморска височина. Населението на общината е 7304 души (към 2012 г.).